# Itoplectis leucobasis
Itoplectis leucobasis là một loài tò vò trong họ Ichneumonidae.